# Bagherije
Bagherije (pers. باقريه) – wieś w północnym Iranie, w ostanie Chorasan-e Razawi. W 2006 roku miejscowość liczyła 356 osób w 89 rodzinach.